# Panieren

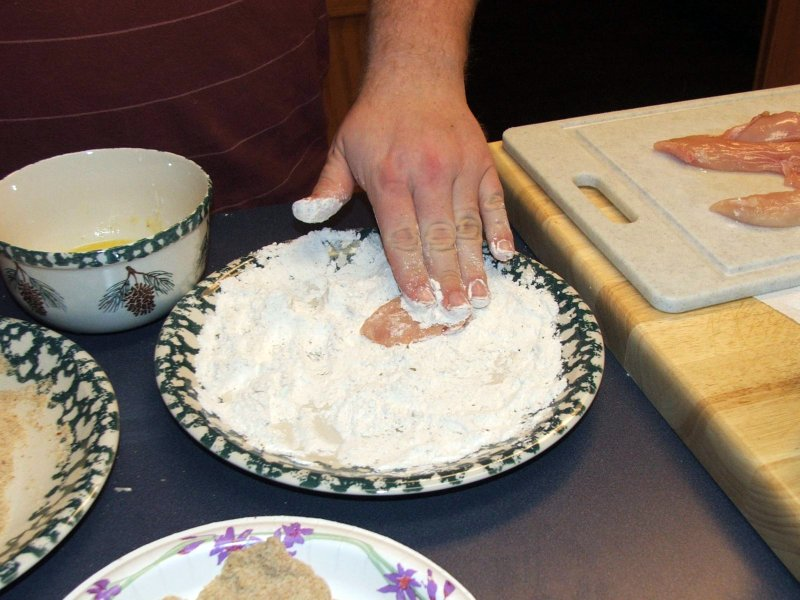
Panieren von Hühnerfleisch mit Mehl, verquirltem Ei und Semmelbrösel

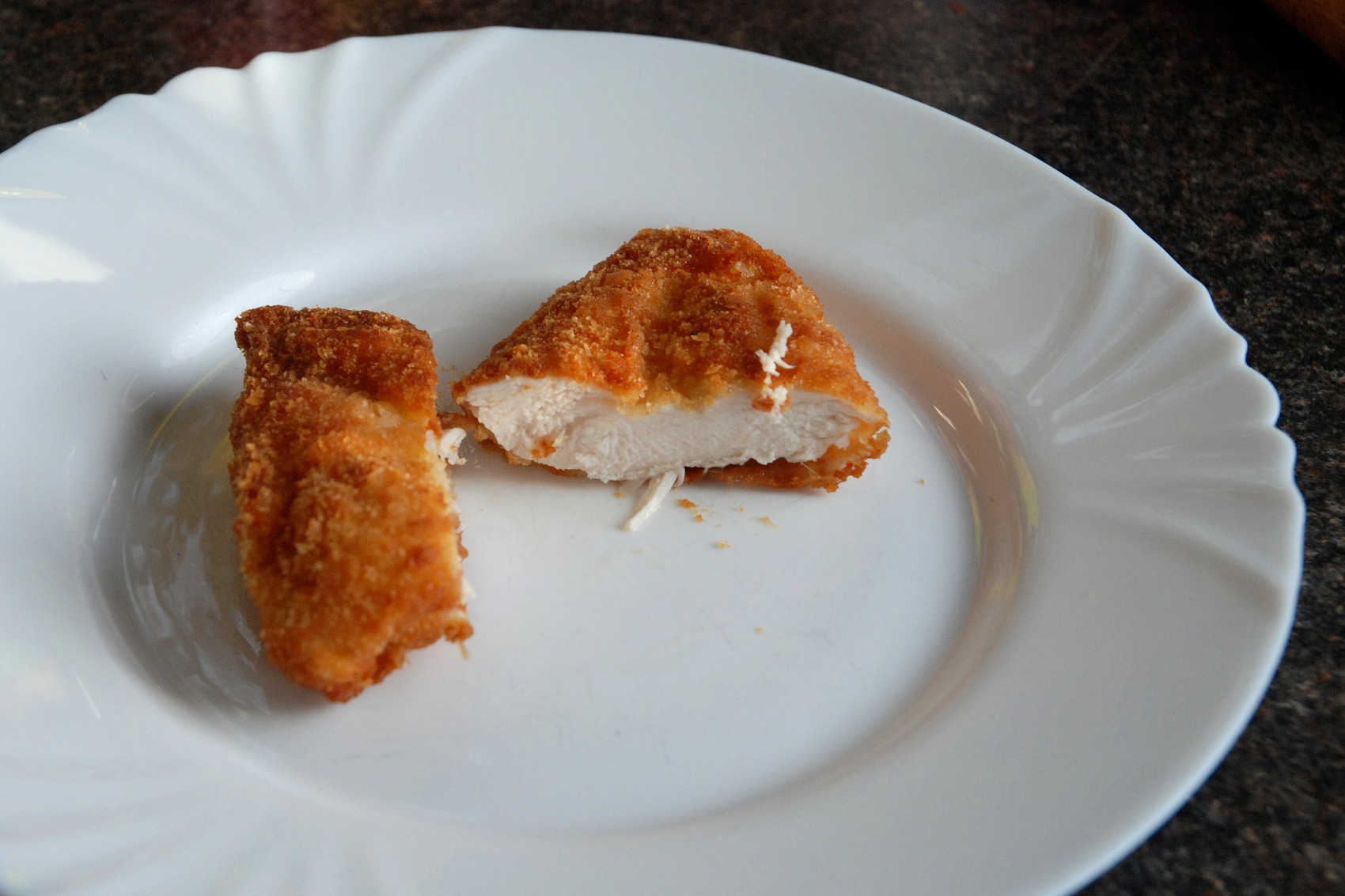
Hühnerschnitzel nach Wiener Art (mit Panierung nach Art des Wiener Schnitzels)

Panieren (von französisch paner ‚mit geriebenem Brot bestreuen‘) ist eine Methode, Fleisch- oder Fischstücke, aber auch anderes mit einer Hülle aus Paniermehl zu versehen. Üblicherweise wird das Gargut zuerst in Mehl gewendet (siehe auch Mehlieren), dann in geschlagenem und gewürztem Ei und schließlich in Paniermehl. Anschließend wird es in reichlich Fett ausgebacken. Das Fett sollte dabei rechtzeitig erhitzt werden und zum Braten heiß sein, da sich sonst der Teigmantel mit Fett vollsaugt. Außerdem sollte Fleisch und anderes Paniergut nicht zu lange vor dem Ausbacken liegengelassen werden, da sonst, bedingt  durch die vom Salz in den Teigmantel „gezogene“ Feuchtigkeit, die Haftung der Panierschicht verschlechtert wird und verloren gehen kann.
Die Panierung wird durch das Ausbacken goldgelb und  entfaltet aromatische Röstaromen, das Innere bleibt vor zu großer Hitzeeinwirkung geschützt und wird dadurch sanfter gegart. 
Um der Panierung überschüssiges Fett zu entziehen, werden die fertig gebackenen Stücke kurz auf eine saugfähige Unterlage (z. B. Küchenkrepp) gelegt.
Im alltäglichen Sprachgebrauch wird als Synonym zu „Panierung“ (in Österreich nur „Panier“) häufig „Panade“ verwendet. In der Fachsprache haben die Wörter jedoch unterschiedliche Bedeutungen: Die Panierung ist eine Umhüllung, Panade hingegen dient als Bindemittel für Füllungen. 